# Степанян, Тигран Михайлович
Тигран Михайлович Степанян — советский геолог, открывший в 1951 году Зодское (Сотское) золоторудное месторождение на границе современных Армении и Азербайджане.

## Биография
Родился 14 июля 1919 года в Тифлисе, Грузинская демократическая республика (сейчас Тбилиси), в семье служащих, являясь их единственным сыном. В 1938 году окончил среднюю школу № 43 в Тбилиси, в 1945 году — Грузинский Индустриальный институт им. С. М. Кирова по специальности «геология и разведка месторождений полезных ископаемых», получив квалификацию горного инженера-геолога.
Более 50 лет работал на территории Закавказья, преимущественно в Грузии. Начал работать со студенческих лет, с 1939 года, на начальных геологических должностях. От призыва на военную службу был освобождён из-за несоответствия по зрению. После защиты диплома занимал руководящие должности главного инженера и начальника полевых геолого-поисковых и геолого-разведочных партий.
В 1951 году в ходе проведённых им поисков в районе озера Севан ему удалось открыть золоторудное месторождение, которое он назвал Зодским.
С 1957 года работал в аппарате геологических организаций — старшим инженером, заместителем начальника и начальником геолого-производственного и геологического отделов. Вся его трудовая деятельность практически протекала в общей организации, менявшей своё название в связи с имевшей место реорганизации структуры геологической службы.

## Семья
В 1947 году Степанян женился на Лауре Томасовне Степанян (урожденной Миансарян), педагоге русского языка и литературы в Тбилиси.

## Награды и премии
- 1951 (награждён в 1970 году) — Степанян, Тигран Михайлович получил Диплом и Нагрудный Знак «Первооткрыватель Месторождения» выданный Министерством Геологии СССР от 13 Марта 1970 года под № 281 за открытие в 1951 году Зодского (Сотского) золоторудного месторождения в Армянской ССР.
- 1955 — награждён медалью «За Трудовое Отличие».
- 1969 — присвоено почётное звание «Заслуженный Геолог Грузинской ССР».
- 1970 — награждён медалью «За Доблестный Труд в Ознаменовании 100-летия со Дня Рождения Владимира Ильича Ленина».
- 1975 — награждён медалью «Тридцать лет Победы в Великой Отечественной войне 1941—1945 гг.».
- 1975 — награждён медалью «Ветеран Труда».
- 1973 и 1975 — награждён знаком «Победитель Социалистического Соревнования».